# Михайленко Віталій Ігорович
Ві́талій І́горович Михайле́нко (15 серпня 1985, Ківерці, Волинська область, Українська РСР — 8 серпня 2014, Донецька область, Україна) — солдат Збройних сил України, учасник війни на сході України, оператор (72-га окрема механізована бригада).

## Короткий життєпис
Народився 15 серпня 1985 року в місті Ківерці Волинської області.
1992 року пішов у перший клас загальноосвітньої школи І—ІІІ ст. № 4 м. Ківерці, яку закінчив у 2003 році.
З 9 листопада 2004 року по 3 листопада 2005-го проходив строкову службу у Збройних силах України в авіаційних військах (був зв'язківцем).
У 2006 році закінчив Вище професійне училище № 2 м. Луцька.
З 2 жовтня 2006 року по 28 квітня 2011-го працював за професією на приватному підприємстві.
21 березня 2014 року був мобілізований до Збройних сил України.
З 7 серпня 2014 року по 25 жовтня 2016-го вважався безвісти зниклим у районі Савур-могили (Донецька область).
На підставі рішення суду видане свідоцтво про смерть Михайленка Віталія Ігоровича із зазначенням дати смерті — 8 серпня 2014 року.
Загинув під час мінометного обстрілу російськими терористами позицій підрозділу.
Станом на січень 2023 року тіло не знайдено.

## Нагороди та вшанування
За особисту мужність і героїзм, виявлені у захисті державного суверенітету та територіальної цілісності України, вірність військовій присязі під час російсько-української війни, відзначений — нагороджений
- 3 лютого 2017 року — орденом «За мужність» III ступеня (посмертно)[1]
- почесний громадянин Ківерців (посмертно)
- його портрет розміщено на меморіалі «Стіна пам'яті полеглих за Україну» в Києві: секція 2, ряд 9, місце 14
- 6 грудня 2021 року на фасаді Ківерцівської ЗОШ № 4 відкрито меморіальну дошку честі загиблих випускників Маріса Камінського, Ігоря Скіри та Віталія Михайленка
- вшановується 12 серпня на ранковому церемоніалі загиблих українських героїв, які загинули в різні роки внаслідок російської агресії.[2]